# Учреждение организации
Учрежде́ние организа́ции — одна из предусмотренных законодательством процедур создания организаций. Организации могут быть созданы в результате учреждения — принятия соответствующего решения учредителями, либо в результате реорганизации в форме слияния, разделения, выделения и преобразования.   Организация (например, в США — корпорация) может быть предпринимательским предприятием, некоммерческой организацией, спортивным клубом или правительством нового города.

## Процедура учреждения и учредительные документы
Учреждение организации осуществляется по решению учредителей. Своим решением учредители определяют наименование организации, её местрования и размер уставного капитала организации, формируют органы организации и принимают учредительные документы. К числу учредительных документов могут относиться Устав организации, утверждаемый учредителями, и/или учредительный договор, который учредители заключают. Если учредитель один, то вместо Учредительного договора составляется Решение о создании.
Организация считается созданной со дня принятия решения о государственной регистрации организации уполномоченным на то органом государственной власти.

## Законодательство, регулирующее учреждение организаций
- Гражданский кодекс Российской Федерации (часть первая)
- Федеральный закон Российской Федерации «Об акционерных обществах»
- Федеральный закон Российской Федерации «Об обществах с ограниченной ответственностью»
- Федеральный закон Российской Федерации «О государственной регистрации юридических лиц и индивидуальных предпринимателей»

## Регистрация в Соединённых Штатах
Конкретные требования регистрации в Соединённых Штатах различаются в зависимости от штата.  Тем не менее, существуют общие сведения, которые штаты должны включить в свидетельство о регистрации.
- Деловая цель
- Название корпорации
- Зарегистрированный представитель учреждения
- Уставной капитал
- Количество объявленных акций
- Управляющие
- Привилегированные акции
- Учредители
- Юридический адрес предприятия/организации

Выбранное имя должно сопровождаться организационным идентификатором, таким как «Corp.», «Inc.» или «Co.».  